# Camelomantis sondaica
Camelomantis sondaica es una especie de mantis de la familia Mantidae.

## Distribución geográfica
Se encuentra en Java y Sumatra.